# L'ora misteriosa
L'ora misteriosa (The Unguarded Hour) è un film statunitense del 1936 diretto da Sam Wood.